# Ao Ao
Ao  Ao, também grafado como Ahó Ahó,  é o nome de uma monstruosa criatura da Mitologia guarani. Um dos filhos de Tau e Kerana, é uma das figuras centrais da mitologia dos povos que falam a língua guarani, localizados no Paraguai, norte da Argentina e sul e oeste do Brasil.
Ao  Ao é freqüentemente descrito como sendo uma voraz criatura parecida com um carneiro, com um grande conjunto de presas afiadas . Alternativamente, também é descrito como uma grande queixada carnívora.
O seu nome é derivado do som que faria ao perseguir suas vitimas. Ao Ao teria uma enorme virilidade e por isso é identificado como o principio da fertilidade pelos guaranis. Produziu grande descendência igual a ele, e servem coletivamente como senhores e protetores das colinas e montanhas.
É descrito ainda como sendo canibal devorador de gente. Embora sua descrição física seja claramente não humana, é meio humana por nascimento, então o termo canibal se aplicaria. De acordo com a maioria das versões do mito, quando localiza uma vítima para sua próxima refeição,  persegue o  infeliz humano por qualquer distância ou em qualquer território, não parando até conseguir sua refeição.
Se a presa tentar escapar subindo em uma árvore, Ao Ao circundará a mesma, uivando incessantemente e cavando as raízes até a árvore cair. De acordo com o mito, a única árvore segura  para escapar seria a palmeira, que conteria algum poder contra Ao Ao, e se a vítima conseguisse subir em uma, ele desistiria e sairia em busca de outra refeição. Ao Ao também se alimentaria das crianças desobedientes entregues pelo seu irmão, Jaci Jaterê.